# Matteo Berrettini
Matteo Berrettini (Roma, 12 d'abril de 1996) és un tennista professional italià. És germà del també tennista Jacopo Berrettini, que va aconseguir la medalla de bronze als Jocs Mediterranis de Tarragona el 2018.

## Biografia
Fill de Luca i Claudia Bigo, té un germà més jove anomenat Jacopo que també és tennista.
Berrettini va debutar a l'ATP el 2017 a l'Open d'Itàlia després de rebre una wild card per disputar la primera fase. Va ser derrotat, no obstant, en el primer partit, que va perdre davant de Fabio Fognini.
En el Torneig de Gstaad de 2018, Berrettini va aconseguir el seu primer títol ATP, després de derrotar a la final al tennista castellonenc Roberto Bautista. A més, el jugador italià també va aconseguir el títol de dobles d'aquest esdeveniment, fent equip amb el seu compatriota Daniele Bracciali.

## Torneigs de Grand Slam

### Individual: 1 (0−1)
| Resultat  | Núm. | Any  | Torneig   | Oponent       | Marcador              |
| --------- | ---- | ---- | --------- | ------------- | --------------------- |
| Finalista | 1.   | 2021 | Wimbledon | Novak Đoković | 7−6(4), 4−6, 4−6, 3−6 |

## Palmarès

### Individual: 15 (9−6)
| Llegenda                          |
| --------------------------------- |
| Grand Slams (0−1)                 |
| ATP Finals (0−0)                  |
| ATP World Tour Masters 1000 (0−1) |
| ATP World Tour 500 (2−0)          |
| ATP World Tour 250 (7−4)          |

| Títols per superfície |
| --------------------- |
| Dura (0−1)            |
| Gespa (4−2)           |
| Terra batuda (5−3)    |

| Resultat  | Núm. | Data                 | Torneig               | Superfície   | Oponent               | Marcador              |
| --------- | ---- | -------------------- | --------------------- | ------------ | --------------------- | --------------------- |
| Guanyador | 1.   | 29 de juliol de 2018 | Gstaad, Suïssa        | Terra batuda | Roberto Bautista Agut | 7−6(9), 6−4           |
| Guanyador | 2.   | 28 d'abril de 2019   | Budapest, Hongria     | Terra batuda | Filip Krajinović      | 4−6, 6−3, 6−1         |
| Finalista | 1.   | 5 de maig de 2019    | Múnic, Alemanya       | Terra batuda | Cristian Garín        | 1−6, 6−3, 6−7(1)      |
| Guanyador | 3.   | 16 de juny de 2019   | Stuttgart, Alemanya   | Gespa        | Félix Auger-Aliassime | 6−4, 7−6(11)          |
| Guanyador | 4.   | 25 de juny de 2021   | Belgrad, Sèrbia       | Terra batuda | Aslan Karatsev        | 6−1, 3−6, 7−6(0)      |
| Finalista | 2.   | 9 de maig de 2021    | Madrid, Espanya       | Terra batuda | Alexander Zverev      | 7−6(8), 4−6, 3−6      |
| Guanyador | 5.   | 20 de juny de 2021   | Londres, Regne Unit   | Gespa        | Cameron Norrie        | 6−4, 6−7(5), 6−3      |
| Finalista | 3.   | 11 de juliol de 2021 | Wimbledon, Regne Unit | Gespa        | Novak Đoković         | 7−6(4), 4−6, 4−6, 3−6 |
| Guanyador | 6.   | 12 de juny de 2022   | Stuttgart (2)         | Gespa        | Andy Murray           | 6−4, 5−7, 6−3         |
| Guanyador | 7.   | 19 de juny de 2022   | Londres (2)           | Gespa        | Filip Krajinović      | 7−5, 6−4              |
| Finalista | 4.   | 24 de juliol de 2022 | Gstaad                | Terra batuda | Casper Ruud           | 6−4, 6−7(4), 2−6      |
| Finalista | 5.   | 23 d'octubre de 2022 | Nàpols, Itàlia        | Dura (i)     | Lorenzo Musetti       | 6−7(5), 2−6           |
| Finalista | 6.   | 17 de juny de 2024   | Stuttgart             | Gespa        | Jack Draper           | 6−3, 6−7(5), 4−6      |
| Guanyador | 8.   | 21 de juliol de 2024 | Gstaad (2)            | Terra batuda | Quentin Halys         | 6−3, 6−1              |
| Guanyador | 9.   | 28 de juliol de 2024 | Kitzbühel, Àustria    | Terra batuda | Hugo Gaston           | 7−5, 6−3              |

### Dobles masculins: 3 (2−1)
| Llegenda                          |
| --------------------------------- |
| Grand Slams (0−0)                 |
| ATP Finals (0−0)                  |
| ATP World Tour Masters 1000 (0−0) |
| ATP World Tour 500 (0−0)          |
| ATP World Tour 250 (2−1)          |

| Títols per superfície |
| --------------------- |
| Dura (1−1)            |
| Gespa (0−0)           |
| Terra batuda (1−0)    |

| Resultat  | Núm. | Data                   | Torneig                 | Superfície   | Parella           | Oponents                      | Marcador         |
| --------- | ---- | ---------------------- | ----------------------- | ------------ | ----------------- | ----------------------------- | ---------------- |
| Guanyador | 1.   | 29 de juliol de 2018   | Gstaad, Suïssa          | Terra batuda | Daniele Bracciali | Denys Molchanov Igor Zelenay  | 7−6(2), 7−6(5)   |
| Guanyador | 2.   | 23 de setembre de 2018 | Sant Petersburg, Rússia | Dura (i)     | Fabio Fognini     | Roman Jebavý Matwé Middelkoop | 7−6(6), 7−6(4)   |
| Finalista | 1.   | 22 de setembre de 2019 | Sant Petersburg         | Dura (i)     | Simone Bolelli    | Divij Sharan Igor Zelenay     | 3−6, 6−3, [8−10] |

### Equips: 1 (0−1)
| Resultat  | Núm. | Data                | Torneig                       | Superfície | Equip                                         | Oponents                                                       | Marcador |
| --------- | ---- | ------------------- | ----------------------------- | ---------- | --------------------------------------------- | -------------------------------------------------------------- | -------- |
| Finalista | 1.   | 7 de febrer de 2021 | ATP Cup, Melbourne, Austràlia | Dura       | Simone Bolelli Fabio Fognini Andrea Vavassori | Ievgueni Donskoi Aslan Karatsev Daniïl Medvédev Andrei Rubliov | 0−2      |

## Trajectòria

### Individual
| Open d'Austràlia | A   | 1R    | 1R    | 2R  | 4R    | SF | 1R |  | 0 / 6    | 9 – 6    |
| Roland Garros | A   | 3R    | 2R    | 3R  | QF    |    |    |  | 0 / 4    | 9 – 4    |
| Wimbledon | A   | 2R    | 4R    | NC  | F     |    | 4R |  | 0 / 4    | 13 – 4   |
| US Open | Q2  | 1R    | SF    | 4R  | QF    | QF | 2R |  | 0 / 6    | 17 – 6   |
| ATP Finals | A   | A     | RR    | A   | RR    | A  | A  |  | 0 / 2    | 1 – 3    |
| Total Victòries–Derrotes                                                                                                   | 0−1 | 19−19 | 43−25 | 9−6 | 37−11 |    |    |  | 114 − 65 | 114 − 65 |
| Rànquing a final d'any | 135 | 54    | 8     | 10  | 7     |    |    |  |          |          |
| Llegenda: G: Guanyador; F: Finalista; SF: Semifinalista; QF: Quarts de final; Q: Qualificació; A: Absent; RR: Round Robin; |     |       |       |     |       |    |    |  |          |          |

## Guardons
- ATP Most Improved Player of the Year (2019)